# Тими
Тѝми (на гръцки: Τίμη) е село в Кипър, окръг Пафос. Според статистическата служба на Република Кипър през 2001 г. селото има 899 жители.
Намира се на 8 км източно от Пафос.